# Syndiamesa montana
Syndiamesa montana är en tvåvingeart som beskrevs av Tokunaga 1936. Syndiamesa montana ingår i släktet Syndiamesa och familjen fjädermyggor. Inga underarter finns listade i Catalogue of Life.